# Janez Demšar (smučarski skakalec)
Janez Demšar, slovenski smučarski skakalec, * 25. februar 1951, Jesenice.
Demšar je za Jugoslavijo nastopil na Zimskih olimpijskih igrah 1976 v Innsbrucku, kjer je zasedel 43. mesto na veliki in 47. na srednji skakalnici. Med letoma 1970 in 1976 je nastopal na tekmah turneje štirih skakalnic, skupno je nastopil na dvanajstih posamičnih tekmah turneje. Najboljšo uvrstitev je dosegel 1. januarja 1971, ko je na tekmi v Partenkirchnu osvojil 31. mesto, 19. decembra 1972 je na tekmi v Oberstdorfu zasedel 32. mesto. V skupnem seštevku turneje je zasedel 47. mesto v sezoni 1970/71, 33. mesto v sezoni 1974/75 in 61. mesto v sezoni 1975/76.